# 平成29年7月九州北部豪雨
平成29年7月九州北部豪雨（へいせい29ねん7がつきゅうしゅうほくぶごうう）は、2017年（平成29年）7月5日から6日にかけて福岡県と大分県を中心とする九州北部で発生した集中豪雨。
被害の規模は気象庁が豪雨について命名する基準（損壊家屋、浸水家屋の数）を下回ってはいたものの、人的被害が大きいことから、同年7月19日付で命名された。

## 気象状況
7月4日まで北陸付近にあった梅雨前線が、7月5日から朝鮮半島から西日本付近に南下。5日朝方、島根県西部で発達した雨雲が帯状に連なる線状降水帯が発生し、記録的な降水となった。気象庁は5日5時55分、島根県（西部の浜田市・益田市・邑南町・津和野町）に大雨特別警報を発表した（同日11時15分に解除）。
| 2017年7月4日から7月7日にかけての天気図 |  | 2017年7月5日午後1時から午後9時までの雨量 |
| 2017年7月4日から7月7日にかけての天気図 |  | 2017年7月5日午後1時から午後9時までの雨量 |

5日午後には、福岡県筑後地方北部で次々と積乱雲が発生し、発達しながら東へと移動して線状降水帯が形成された。このため、同じ場所で長時間猛烈な雨が降り続いた。福岡県朝倉市、うきは市、久留米市、東峰村、佐賀県鳥栖市、大分県日田市などで1時間に100mmを超える雨量がレーダー観測から解析された。特に、朝倉市付近では3時間で約400mm、12時間で約900mmの雨量が解析され、気象庁以外が管轄する雨量計では、朝倉市寺内で5日15時20分までの1時間降水量169mm、朝倉市黒川（北小路公民館）の雨量計では5日20時50分までの9時間降水量778mm（1時間平均で約86mm）を観測した。この1時間降水量は自治体観測を含めた日本記録187mm（長崎県長与町・1982年長崎大水害）に迫るものであり、また9時間降水量では12時間降水量の気象庁観測日本記録695.0mm（高知地方気象台・1998年高知豪雨）を大きく上回っており、9時間という時間範囲内で見れば、朝倉市の山間部の降水強度は日本の気象観測史上でも最大級のものであった。
5日17時51分、気象庁は「甚大な被害の危険が差し迫っている」として、福岡県の筑後地方と筑豊地方を中心とする地域に大雨特別警報を発表した。さらに19時55分には、大分県のほぼ全域にも大雨特別警報を発表した。7月6日3時10分、気象庁は大雨特別警報の対象範囲として福岡県の5市2町を追加し、これで福岡県の大部分と大分県のほぼ全域が対象となった。
豪雨が発生した当時、九州北部では対馬海峡付近にあった梅雨前線に向かって南海上の熱帯低気圧などから暖かく湿った空気が流入する一方、上空には冷たい空気があり、大気の状態が非常に不安定になっていた。そんな中で、地表付近の暖かい空気と冷たい空気の境界付近で積乱雲が次々と発生。先行して降雨のあった中国・四国地方で冷却された空気が流れ込み、強化された。また、湿った空気が福岡・佐賀県境にある脊振山地の周囲を囲むように二方向から流れ込み、脊振山地の東側で合流したことで降雨が強化されたと考えられる。積乱雲が繰り返し発生しては発達しながら東へ移動する、バックビルディング型形成と呼ばれる過程で、線状降水帯が維持された。
豪雨当日朝の天気予報は、筑後地方は曇りで、ところにより午後は激しい雷雨、大分県西部は晴れのち曇り、ところにより午前中から雷雨の予報であった。

## 雨量の記録
| 時刻 | 降水量（mm） | 降水量（mm） |
| ---- | ------------ | ------------ |
| 8    | 00000        | 0.0          |
| 9    |              | 1.5          |
| 10   |              | 0.5          |
| 11   |              | 4.0          |
| 12   |              | 17.5         |
| 13   |              | 88.5         |
| 14   |              | 46.5         |
| 15   |              | 67.5         |
| 16   |              | 106.0        |
| 17   |              | 22.5         |
| 18   |              | 22.0         |
| 19   |              | 44.0         |
| 20   |              | 59.0         |
| 21   |              | 33.5         |
| 22   |              | 0.5          |
| 23   |              | 2.0          |
| 24   |              | 0.5          |

1時間雨量
福岡県朝倉市朝倉：129.5mm（7月5日15時38分まで。観測史上1位を更新）
大分県日田市日田：87.5mm（7月5日18時44分まで）
長崎県南島原市口之津：82.0mm（7月6日6時35分まで。観測史上1位を更新）
福岡県朝倉市寺内（福岡県設置の雨量計）：169mm（7月5日15時20分まで）
3時間雨量
福岡県朝倉市朝倉：261.0mm（7月5日15時40分まで。観測史上1位を更新）
大分県日田市日田：186.0mm（7月5日20時20分まで。観測史上1位を更新）
福岡県朝倉市付近：約400mm（7月5日18時まで。解析雨量）
9時間雨量
福岡県朝倉市黒川(北小路公民館、県設置)：778mm（7月5日20時50分まで。）
12時間雨量
福岡県朝倉市付近：約900mm（解析雨量）
24時間雨量
福岡県朝倉市朝倉：545.5mm（7月6日11時40分まで。観測史上1位を更新）
大分県日田市日田：370.0mm（7月6日10時50分まで。観測史上1位を更新）
福岡県朝倉市付近：約1000mm（7月6日8時まで。解析雨量）
福岡県東峰村付近：約600mm（7月6日8時まで。解析雨量）
福岡県大刀洗町付近：約600mm（7月6日10時まで。解析雨量）
大分県日田市付近：約600mm（7月6日8時まで。解析雨量）
72時間雨量
福岡県朝倉市朝倉：616.0mm（7月7日6時0分まで。観測史上1位を更新）
大分県日田市日田：447.0mm（7月7日6時10分まで）

## 被害・影響

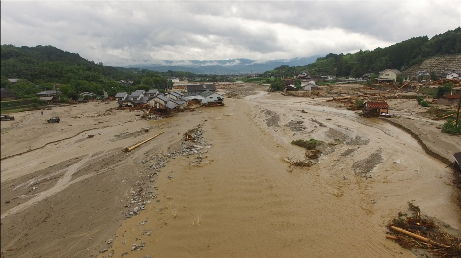
氾濫により泥に埋もれた赤谷川流域（2017年7月7日、福岡県朝倉市）

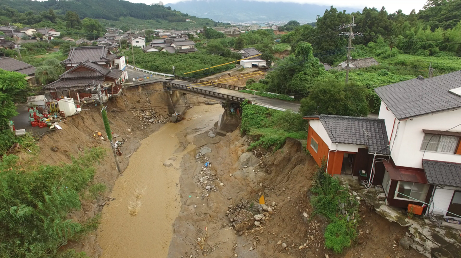
氾濫により土手が抉り取られた北川流域（2017年7月7日、福岡県朝倉市）

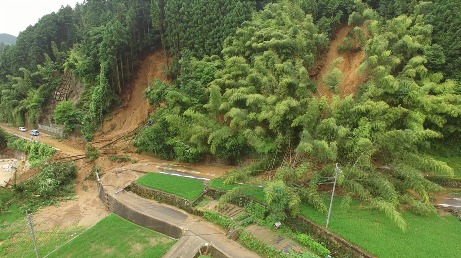
豪雨により土砂崩れが発生した大肥川流域（2017年7月8日、福岡県朝倉郡東峰村）

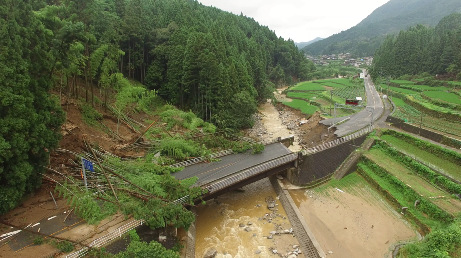
氾濫により損壊した大肥川に架かる橋（2017年7月8日、福岡県朝倉郡東峰村）

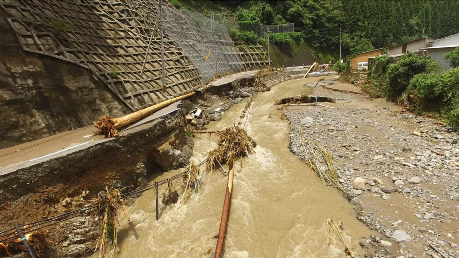
氾濫により損壊した黒川流域の道路（2017年7月8日、福岡県朝倉市）

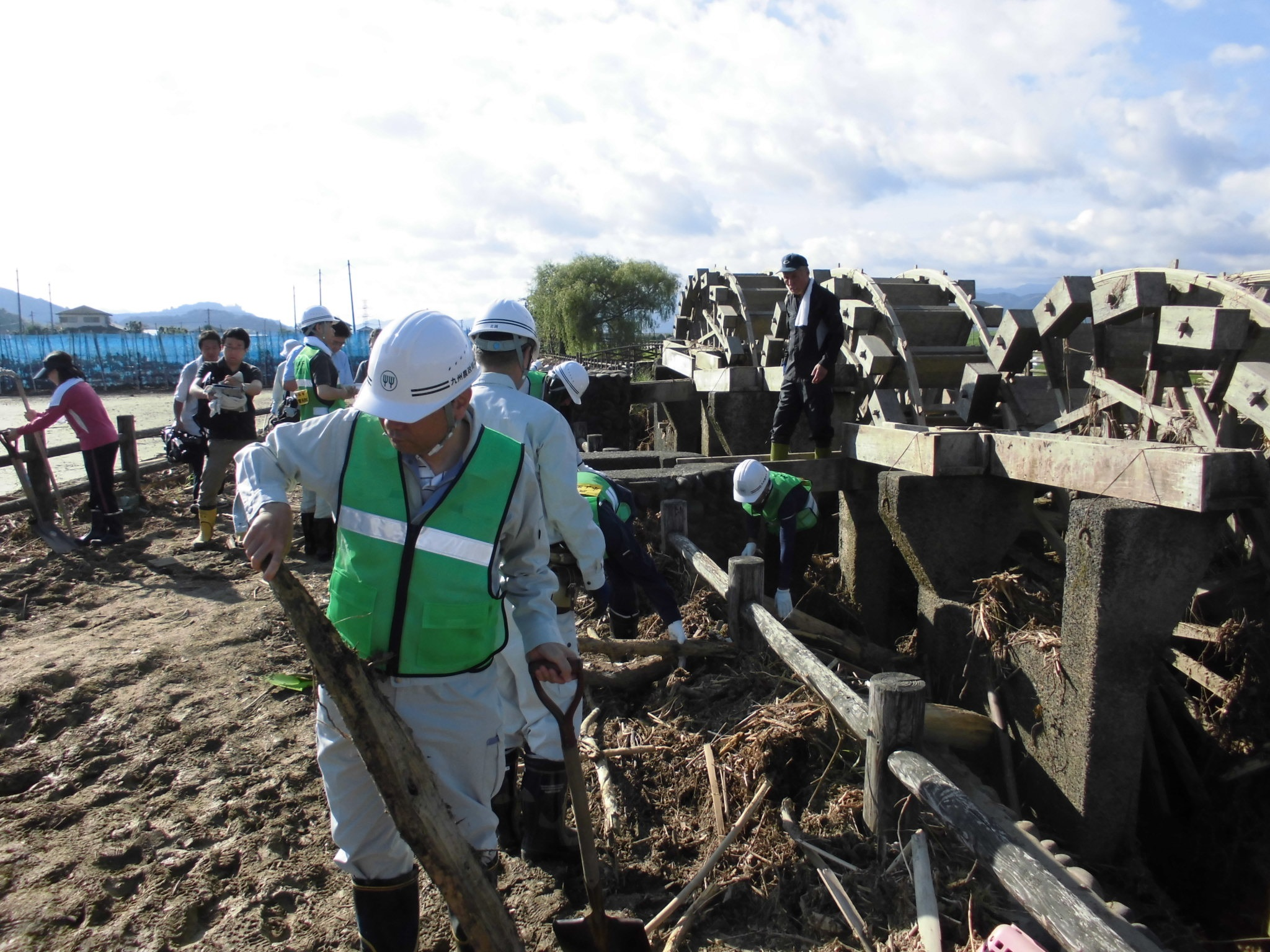
朝倉三連水車の除去作業（2017年7月16日、福岡県朝倉市）

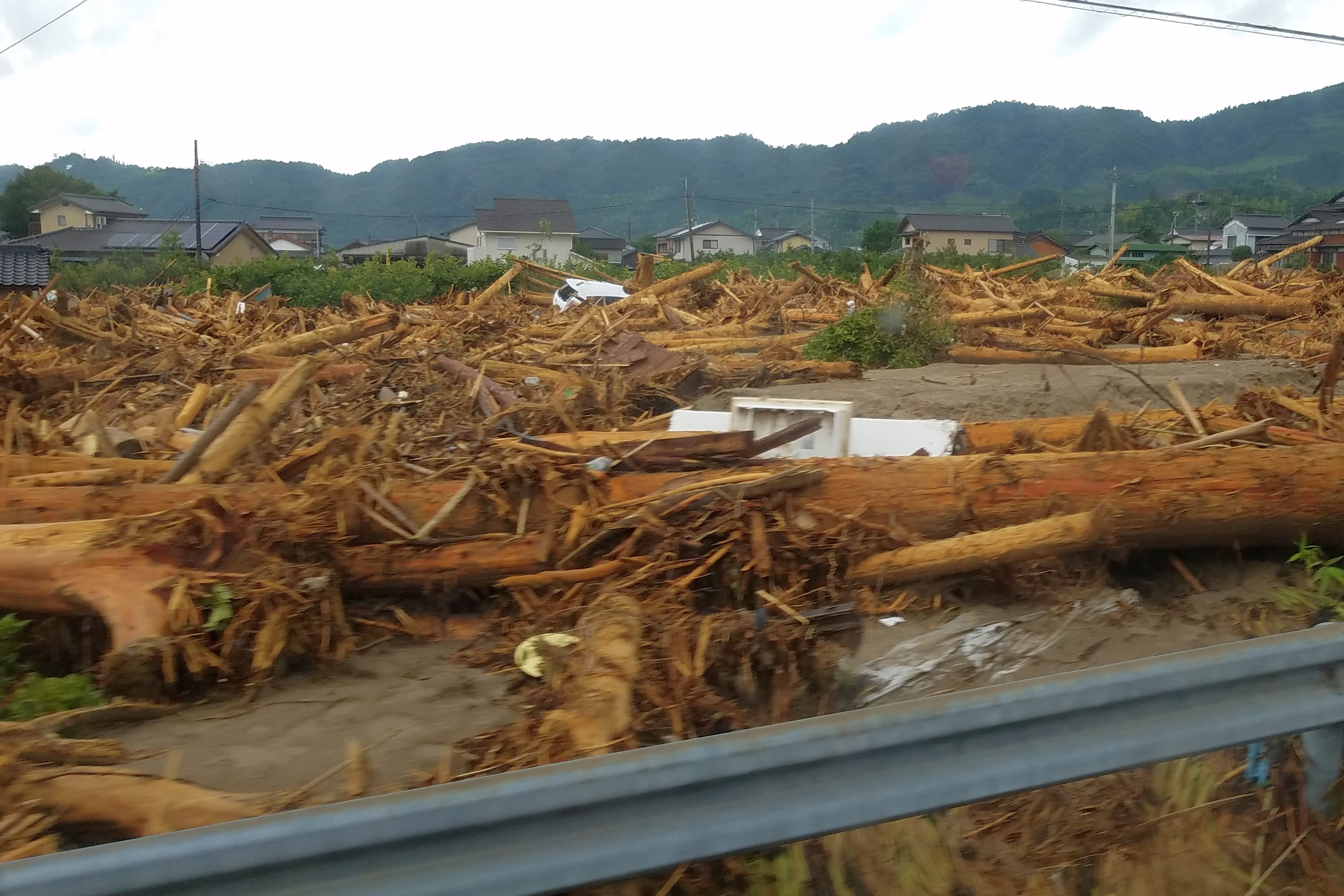
氾濫後残された大量の流木（2017年7月12日、朝倉市杷木IC付近）

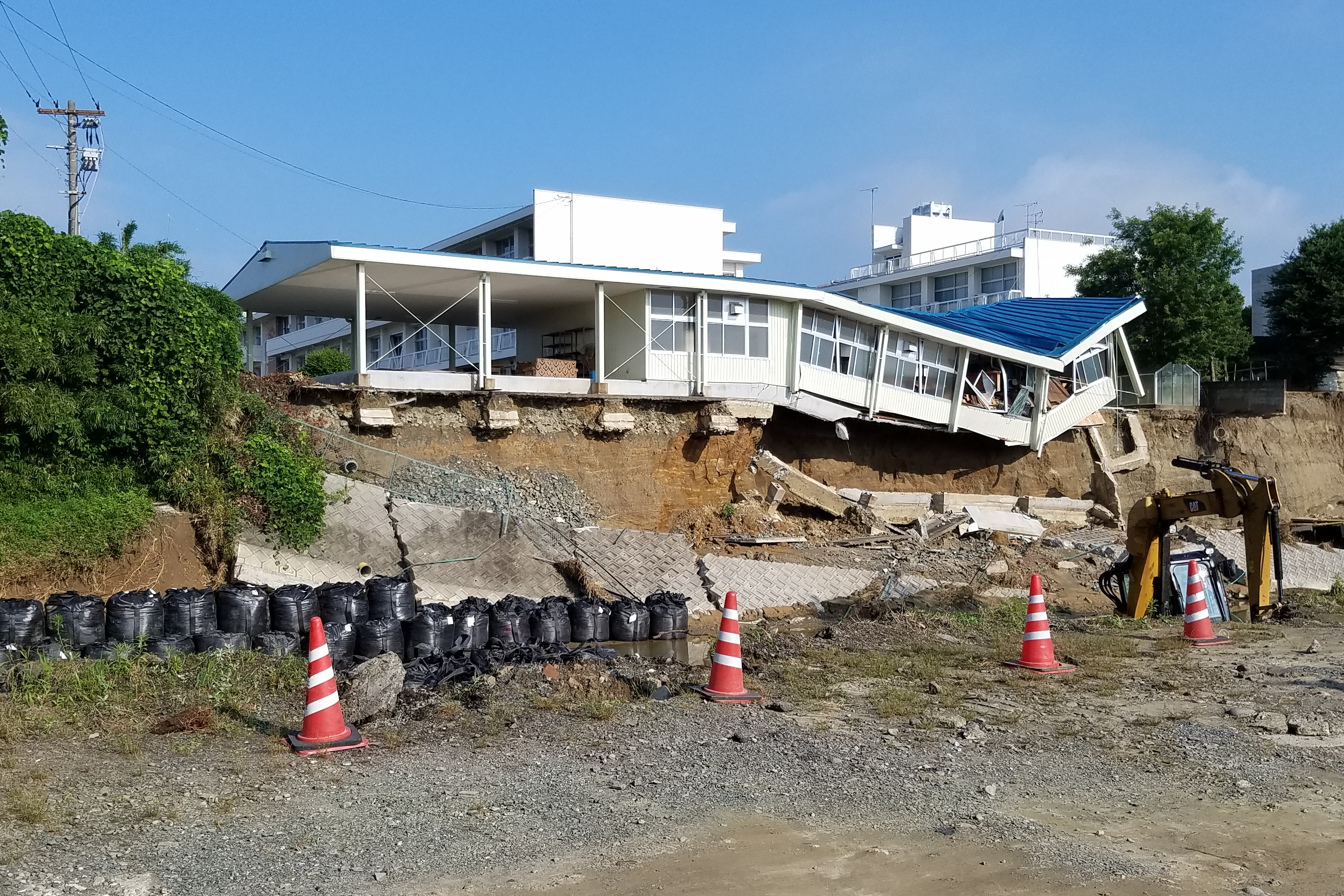
桂川の増水により一部が崩落した朝倉市立比良松中学校の校舎（2017年7月13日、朝倉市宮野）

2018年6月1日現在、消防庁によると、福岡県で37人（朝倉市で34人、東峰村で3人）、大分県日田市で3人の計40人の死亡が確認されている。また福岡県朝倉市で2人が行方不明になっている。住宅被害は、福岡県と大分県の合計で、全壊336棟、半壊1096棟、一部破損44棟、床上浸水180棟、床下浸水1481棟となっている（ただし台風3号による被害も含まれている）。
静岡大学防災総合センター教授の牛山素行の調査によると、死者・行方不明者の被災原因は土砂災害が23人、洪水が18人だった。多数の家屋が洪水で流失しており、洪水の犠牲者が多いにもかかわらず多く（30人）が屋内で被災していることが、この豪雨災害の特徴である。

### 河川の氾濫
福岡県朝倉市では、蜷城地区で桂川が氾濫し、添田町で彦山川が氾濫した。大分県日田市では大肥川の一部が溢れ、一部地区の孤立が生じた。日田市では花月川も氾濫した。
被災地には大量の流木が見られ、河川に流れ込んだ総量はおよそ20万トン、36万立方メートルにのぼると推定されている。土砂崩れでなぎ倒された杉などの木が川を流れ下り、川の流れをせき止めて氾濫させた。住宅地に押し寄せた流木によって、水流だけの場合よりも破壊力が増し、家屋に大きな被害をもたらした。
流木は直接的な破壊以外にも、間接的に水流の圧が増すことによる被害も生んだ。日田市では花月川を渡るJR久大線の橋が流されたが、流木が橋に引っ掛かり、水がせき止められたことで水量が増し、橋により大きな力がかかったことが原因とみられる。

### 土砂崩れ
大分県日田市の小野地区では6日10時半頃、大規模な土砂崩れが起きて土砂が民家に押し寄せ、1人が巻き込まれて死亡した。この土砂崩れで川がせき止められて土砂ダムができた。
真砂土と呼ばれる地質の山地は突然の豪雨に耐え切れず、各地で表層崩壊を起こした。表層崩壊によって杉の流木が川に流れ込み、ため池が決壊した。スギなどの木が大量に生えている人工林は間伐して日当たりを改善するなどの手入れをしなければ木が成長せず深い根を張れないため、森林管理が十分でなかったのではとも指摘されている。

### 避難指示・孤立状態救助
7月6日午前8時30分までに福岡・大分両県を中心にした合計約51万7900人に避難指示や避難勧告が発表された。また、両県の合計29地区の集落が一時孤立状態となった。

### 文化財の被害
朝倉市にある国指定史跡でかんがい施設遺産にも登録されている朝倉三連水車に土砂が流れ込み埋もれてしまったほか、同市普門院の重要文化財である本堂の一部も土砂に埋もれているなど、福岡・大分で国および自治体が指定・登録する文化財が少なくとも20件が被災している。

### 産業への被害・影響
豪雨により果樹を植えた山が崩落したり、ビニールハウスに土砂が流れ込んだりし、農作物に深刻な被害が出た。また日本3大林業地の一つと呼ばれる大分県日田市では多くの杉が流された。
- 福岡県では、農作物、農地・農業用施設等の被害が389億円程度、林業関係が302億円程度[40]。

- 大分県では、農作物、農地・農業用施設等の被害が60.4億円、林業関係が30.6億円、漁業関係が2億円[41]。

観光業では、福岡県で宿泊だけで約1万1500人のキャンセルが発生し、風評被害を払拭するため宿泊や観光を組み込んだ旅行商品の割引きを支援する「ふくおか応援割」を８月中旬から始めた。

### 交通への被害・影響

#### 道路
- 福岡・大分両県に計40ある緊急輸送道路のうち、確認できるだけで11路線が寸断されて住民の避難経路の確保や支援物資の搬入ができなくなり、29の集落が一時孤立した。11路線のうち、7月14日時点で5路線の通行止めが続いている[37]。
- 7月9日より、土砂崩れの影響で大分自動車道朝倉 - 日田インターチェンジ間の上下線が通行止めとなり[43]、翌7月10日17時45分に解除となった[44]

#### 鉄道

##### 久大本線

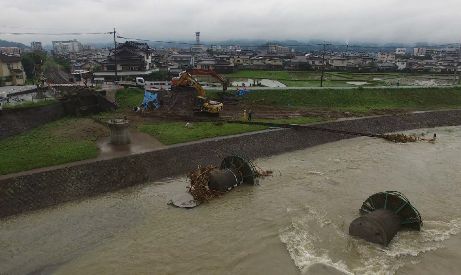
崩落した花月川に架かるJR久大本線の鉄橋（2017年7月7日、大分県日田市）

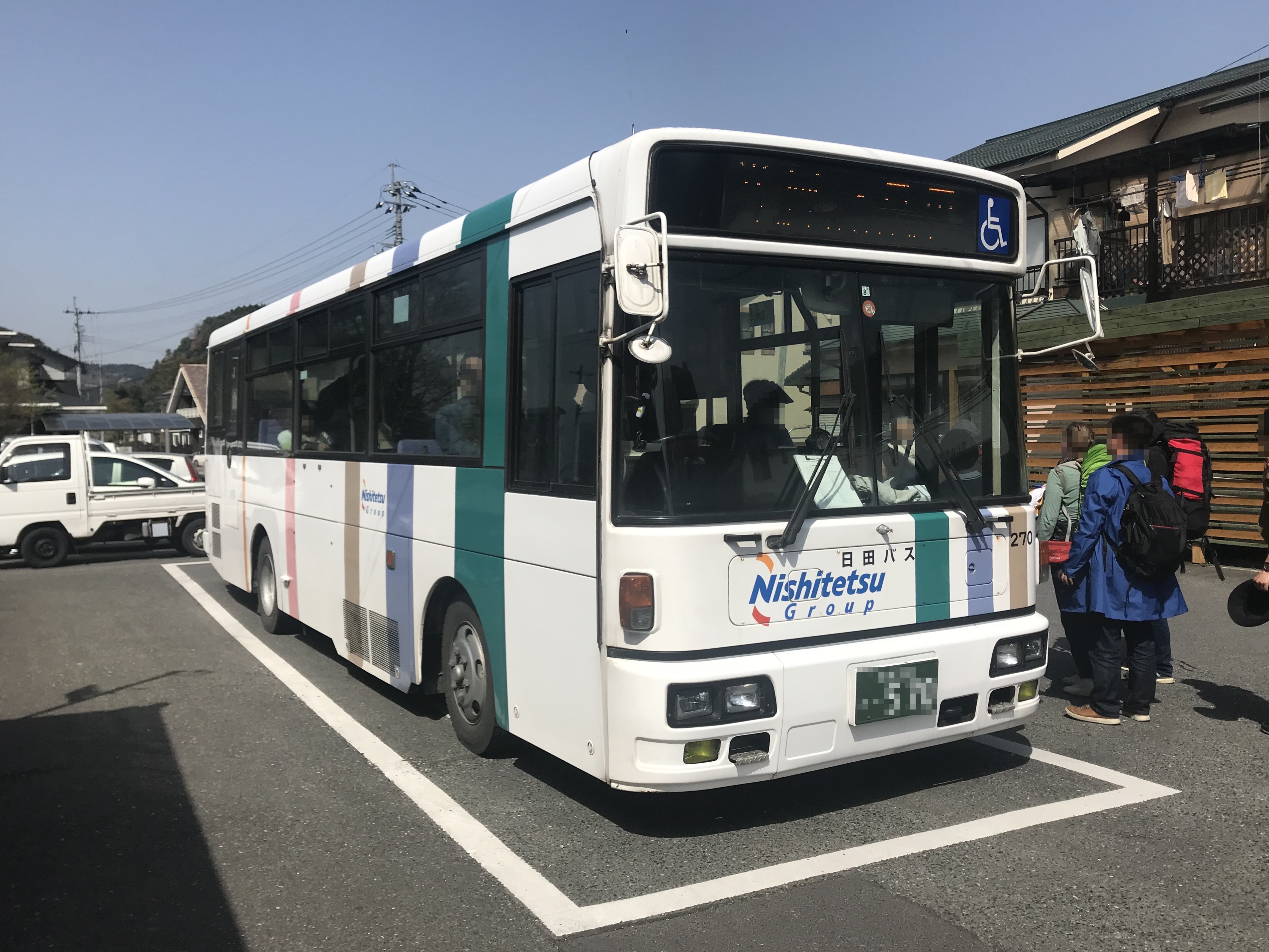
光岡 - 日田間の代行バス（光岡駅前、2018年3月31日）

- 7月5日 - 光岡駅 - 日田駅間の花月川橋梁が流失した影響でうきは駅 - 日田駅間が運転見合わせとなった。また、由布院駅 - 向之原駅間・善導寺駅 - うきは駅間なども翌6日まで運休となった[45][46]。これに伴い、同区間を経由して博多 - 由布院を結んでいる特急「ゆふ」「ゆふいんの森」が全区間で運転見合わせとなった。
- 7月11日 - 筑後吉井・うきは - 日田駅間でバスによる代行輸送が開始された[47]。
- 7月15日 - 特急「ゆふいんの森」が運転再開。ただし、久大本線が復旧していないため小倉・大分を経由する迂回ルートの臨時列車扱いとなる[48]。
- 7月18日 - うきは駅 - 光岡駅の運行を再開した[49]。これに伴い、バス代行輸送区間は光岡駅 - 日田駅に縮小された。
- 7月24日 - 特急「ゆふ」が一部区間（日田 - 大分・別府）で運行を再開した[50]。
- 7月31日 - JR九州が2018年夏を目処に久大本線を全線復旧させる旨を発表[51][52]。
- 2018年7月14日 - 久大本線が全線で運行再開[53][54]。

##### 日田彦山線
- 7月5日 - 大行司駅駅舎が土砂流入により倒壊するなど、63箇所に被害が生じた[52]。日田彦山線の添田駅 - 夜明駅間が運転見合わせとなった[47]。
- 7月31日 - 大行司駅 - 日田駅間で代行バスの運行が開始された[55]。
- 8月16日 - バス代行輸送区間が添田駅 -  日田駅に拡大され[56]、代行輸送ではあるものの不通区間が解消。
- 10月2日 - JR九州の青柳俊彦社長は西日本新聞のインタビューにて、被害が広範囲であるほか利用客が少ない路線であることから、鉄道以外の輸送手段による日田彦山線の復旧も視野に入れるとの考えを示した[57]。
- 2023年8月28日 - 添田駅 - 日田駅間で日田彦山線BRT(BRTひこぼしライン)が開業。

##### その他の路線
豊肥本線
- 7月5日 - 阿蘇駅 - 中判田駅間が翌6日まで運転見合わせとなった[45][46]。

長崎本線
- 7月6日 - 肥前白石駅 - 肥前竜王駅間に冠水が発生し、肥前山口駅 - 肥前浜駅間が一時的に運休となった[46]。

佐世保線
- 7月6日 - 有田駅 - 上有田駅間において土砂流入が発生し、肥前山口駅 - 早岐駅間の運行は当日から7月8日まで休止した[58]。

クルーズトレイン ななつ星 in 九州
豪雨災害発生時点では車両の定期メンテナンスのため運休していた。メンテナンス完了後、8月22日に予定通り運行を再開したが、久大本線を通過しないコースへと変更が行われた。

#### バス
- 福岡・大分両県を中心に多数の路線バスが運行中止となった[60]。西鉄バスの甘木幹線など、一部の路線は運転再開後も迂回運行が続いた[61]。
  - 福岡県朝倉市内を走る西鉄バスのバス路線では、冠水した道路を走行するバスの車内から撮影された映像がインターネット上で拡散され、大きな反響を集めた。なお、当該路線は5日夕方に運行中止となっている[62]。
- 高速バスでは15路線に影響が出ており、共同運行便を含めると1000便以上が運休を余儀なくされた[60]。

### ライフラインへの影響
電気
福岡・大分両県で一時約6,400軒が停電し、固定電話とインターネット回線が使用できなくなった。
水道
朝倉市では杷木地区で一時約1,600世帯が断水していたが、発災から3週間以上経過した7月28日に調査困難地域を除いて復旧した。
ダム
日田市に位置する九州電力夜明ダムの管理所が損壊・流出した。ダム本体に異常はないが、開門・閉門作業が遠隔操作できなくなっているためダムの水位は低下している。ただし夜明ダムは発電用であり、治水用ではないため大きな影響はないと九州電力は見解を示している。

### イベントへの影響
伝統行事
- 日田祇園祭の関連行事である「山鉾集団顔見世」が中止された[67]。なお、曳山行事は通常通り実施された[68]。
- 筑後川で5月から9月にかけて行われる鵜飼が中止された[69]。
- 10月15日に行われた恵蘇八幡宮神幸祭における一部行事（御神幸）が中止となった[69]。祭典と獅子舞は開催された。

花火大会
- 第42回うきは筑後川温泉花火大会（うきは市） - 7月28日から12月22日に延期[70]。
- 第28回田主丸花火大会（久留米市田主丸町） - 8月20日開催予定だったが、中止となった[71]。
- 甘木川花火大会（朝倉市） - 8月26日開催予定だったが、中止となった[72]。

その他
- 民陶祭（日田市 小鹿田焼の里） - 道路が完全復旧しておらず来場者に不都合が生じることや、土砂崩れ発生により焼き物用の土が十分に確保できていないことから、2017年の開催中止が決定された[73]。
- 筑後川マラソン - 10月18日に開催される予定だったが、コースに土砂や流木がたまった箇所が多く存在しており、復旧が間に合わない可能性があることから中止となった[74]。
- 朝倉市においては、避難所となっているピーポート甘木にて開催される予定だった行事の多くが中止・延期となった[69]。

## 行政の対応
- 7月5日

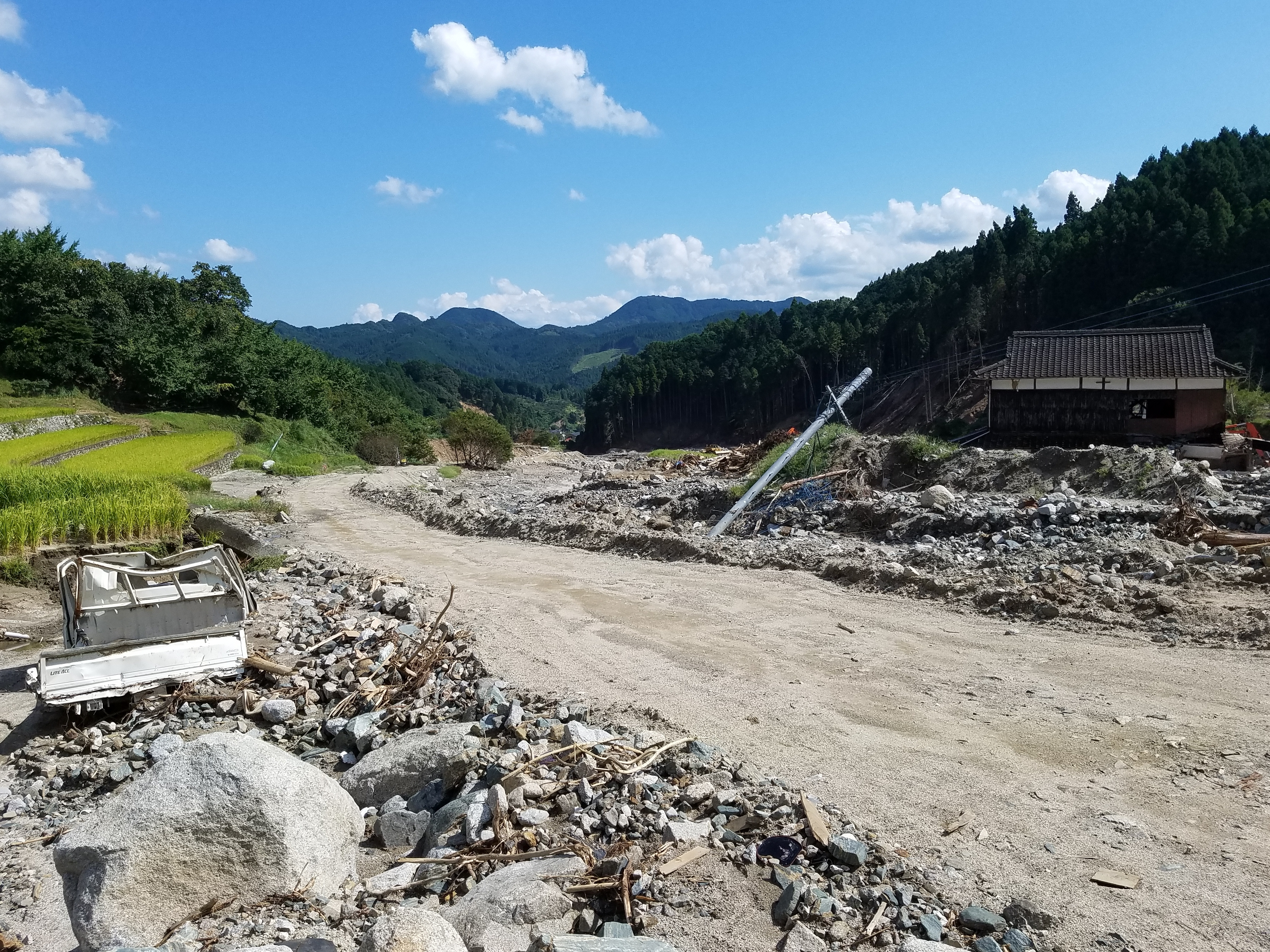
山間部に繋がる道路の啓開。道の両側には岩や木の枝、壊れた車が残されている（2017年9月18日、朝倉市宮野）

  - 防衛省災害対策連絡室が設置され、稲田朋美防衛大臣から救援活動実施等の指示が行われた[75]。
  - 19時以降、福岡県知事と大分県知事は、相次いで[76]陸上自衛隊第4師団長及び第4戦車大隊長に対し災害派遣要請を行い、これを受けて防衛省災害対策室の設置後、第4戦車大隊及び第5施設団のファスト・フォースが駐屯地を出発した[77]。
  - 警察庁警備局に災害警備本部が設置され、熊本県警察及び宮崎県警察から広域緊急援助隊が大分県に派遣された[78]。
  - 総務省消防庁に消防庁災害対策本部が設置、消防庁長官から5日に9県、6日に7府県の緊急消防援助隊の出動を要請した[79]。この派遣により、岡崎市消防本部に日本で1台だけ配備されている「全地形対応車両」（レッドサラマンダー）が初めて災害救助活動に投入された[80][81]。緊急消防援助隊として熊本市消防局と岡山市消防局、広島市消防局、北九州市消防局、福岡市消防局の指揮支援隊、熊本県、宮崎県、広島県、長崎県、佐賀県、山口県、愛知県の陸上部隊、兵庫県、岡山県、香川県、大阪市消防局、高知県、山口県、愛媛県、奈良県の消防防災ヘリコプターが孤立者の救助や行方不明者の捜索を実施[82]。
  - 菅義偉官房長官は、7月6日早朝に臨時記者会見を開き、「警察・消防・自衛隊、およそ7500人の態勢で、被災者の救命・救助など災害応急対策に全力であたり、ヘリコプター40数機が、天候が回復ししだい、活動ができるように待機している」と述べたが、この時点では激甚災害指定についての明言は避けた[19]。
- 7月6日
  - 総理大臣官邸で福岡県・大分県等の大雨に関する関係閣僚会議が開催され、麻生太郎内閣総理大臣臨時代理が被害拡大の防止を指示した[83]。
  - 国土交通省九州地方整備局九州技術事務所より携帯電話の通話が不通となっている東峰村、朝倉市に衛星通信車を派遣[84]
  - 福岡県は5日からの大雨災害を受け、朝倉市と東峰村に災害救助法を適用することを決めた。大分県も日田市、中津市に同法の適用を決めた[85]。
- 7月7日
  - 政府調査団の松本洋平内閣府副大臣が朝倉市災害対策本部を視察し、福岡県庁で同日ポーランドから帰国した小川洋福岡県知事と会談した[86][87][88]。
  - 政府現地連絡調整室（福岡県）を設置[84]
- 7月9日
  - 松本純防災担当大臣をトップとする政府調査団が日田市の久大本線花月川鉄橋流出現場や、アオーゼの避難所を視察[89][90]。
  - 国土交通省北陸地方整備局により、整備局本局職員や湯沢砂防事務所職員ら11名からなる緊急災害対策派遣隊が派遣され、同省九州地方整備局と協力し、被災状況の調査を開始した[91]。
- 7月11日、安倍晋三内閣総理大臣がヨーロッパ諸国歴訪の日程を繰り上げ政府専用機で東京国際空港に到着。同日総理大臣官邸で福岡県・大分県等の大雨に関する関係閣僚会議に出席した[92][93][94]。
- 7月12日、安倍内閣総理大臣が航空自衛隊U-4多用途支援機で大分空港に到着。日田市の久大本線鉄橋流出現場で青柳俊彦九州旅客鉄道社長や国土交通省九州地方整備局職員らから説明を受けたあと、広瀬勝貞大分県知事とともに避難所となっているアオーゼで避難者らと面会したのち、日田市役所で、高市早苗総務大臣らとともに、広瀬知事や原田啓介日田市長、奥塚正典中津市長と会談した。午後には東峰村役場に向かい、小川福岡県知事、渋谷博昭村長らと東峰村保健福祉センターいずみ館の被災者を激励したのち、朝倉市役所で小川知事、森田俊介市長と会談し福岡空港から東京国際空港に戻った[95][96]。同日、福岡県及び大分県に被災者生活再建支援法を適用。
- 7月13日午前8時をもって、大分県から陸上自衛隊に対し撤収要請[97]、また、7月10日をもって、緊急消防援助隊の大分県対応部隊の福岡県への配置転換等を実施した[98]。
- 7月18日、特に被害が大きく二次災害の危険性もある朝倉市杷木地区の3つの川の流木や土砂について、平成27年9月関東・東北豪雨の被害を受けた河川法改正によって制定され、県に代わって国が除去工事を行う「権限代行」を初めて適用することを決定した[99]。
- 7月19日、気象庁はこの豪雨を平成29年7月九州北部豪雨と命名した[100]。
- 8月8日、政府は、6月7日から7月27日までの間の豪雨及び暴風雨による全国各地の被害を「激甚災害に対処するための特別の財政援助等に関する法律」に基づき激甚災害として指定し、併せて当該災害に適用すべき措置を指定する政令を、8月8日の閣議において決定した。また、激甚災害（局激）として福岡県朝倉市、朝倉郡東峰村、及び田川郡添田町並びに大分県日田市の4市町村を指定した[101]。

## 行政以外の対応
- 7月7日
  - 天皇・皇后は河相周夫侍従長を通じて小川知事及び広瀬知事に被害者・関係者への見舞いとねぎらいの意を伝達した[102]。
  - 日本郵便は中津郵便局、柿坂郵便局、日田竹田郵便局を8日、9日にかけ臨時営業することを決定。またゆうちょ銀行と共同で福岡県共同募金会7月大雨災害義援金の募集を行うことを決定[103]。

### メディアの対応
- NHK総合テレビでは、福岡県及び大分県に特別警報が気象庁より発表されたことを受け、両県の豪雨災害関連のニュース・情報を伝えるため、通常の編成を休止し、この日の8:15 - 16:00まで特別報道編成を行った[104]。また『NHKニュース7』を20時まで延長して放送したほか、翌7日未明も4時過ぎまで大雨関連ニュースを伝えた。
- ラジオでは、福岡県のAMラジオ局（RKB毎日放送・九州朝日放送）は、通常の編成を休止し、特別番組を編成した。翌6日にも福岡県に大雨特別警報が発表され、RKB毎日放送は特別番組を編成した。なお、7月6日は福岡ソフトバンクホークスのナイトゲームが行われなかった為、RKB毎日放送では本来RKBエキサイトホークス(プロ野球中継)を放送する時間帯に特番を編成[105]。

## 海外の対応
- 7月7日 - 台湾（中華民国）の蔡英文総統が日本語で「心よりお見舞いを申し上げます」「必要な時援助を行いたいと思います」とTwitterに投稿した[106][107]。
- 7月9日 - ポーランドのクラクフで開催された第41回世界遺産委員会において、「神宿る島」宗像・沖ノ島と関連遺産群の登録審査時に発言を求められた韓国の委員が世界遺産としての評価の前に九州豪雨へのお見舞いを申し添えた[108]。
- 7月26日 - 台湾台北駐日経済文化代表処の謝長廷代表が日本台湾交流協会を訪れ、福岡県と大分県への見舞い金としてそれぞれ100万円を手渡した[109][110]。